# Simone Vagnozzi
Simone Vagnozzi, né le 30 mai 1983 à Ascoli Piceno, est un joueur puis entraîneur de tennis italien, professionnel de 2000 à 2015.

## Carrière
Fils d'un homme d'affaires, Simone Vagnozzi a commencé le tennis à l'âge de six ans. Originaire des Marches, il vit à Castorano. Il est propriétaire du club de tennis Maggioni de San Benedetto del Tronto.
Vainqueur d'un tournoi Challenger en simple à Marbourg en 2010, il atteint en novembre de l'année suivante son meilleur classement au 161e rang mondial.
Malgré une quinzaine de tournois du Grand Chelem disputés, il n'est jamais parvenu à sortir des qualifications. Sur le circuit ATP, son meilleur résultat est un 3e tour à Barcelone en 2011 où il profite de l'abandon de Fabio Fognini avant d'écarter Juan Monaco alors 37e mondial.
Il atteint la finale de l'Open de Suède 2010 en double avec l'Italien Andreas Seppi. Il compte aussi 16 titres dans la catégorie Challenger.
Comme entraîneur, il a emmené Marco Cecchinato dans le top 20 mondial et Stefano Travaglia jusqu'au top 60. Il travaille depuis février 2022 avec Jannik Sinner. Il remporte le prix du meilleur entraîneur de l'année 2023 en duo avec Darren Cahill, Sinner étant vainqueur notamment du Masters de Toronto et demi-finaliste à Wimbledon. En 2024, il s'impose à l'Open d'Australie et devient n°1 mondial.

## Palmarès

### Finale en double messieurs
| No | Date       | Nom et lieu du tournoi      | Catégorie | Dotation  | Surface      | Vainqueurs                   | Partenaire    | Score    |          |
| -- | ---------- | --------------------------- | --------- | --------- | ------------ | ---------------------------- | ------------- | -------- | -------- |
| 1  | 12-07-2010 | Skistar Swedish Open Båstad | ATP 250   | 398 250 € | Terre (ext.) | Robert Lindstedt Horia Tecău | Andreas Seppi | 6-4, 7-5 | Parcours |

## Parcours dans les tournois duGrand Chelem

### En simple
N'a jamais participé à un tableau final.

### En double
| Année | Open d'Australie         | Open d'Australie    | Internationaux de France | Internationaux de France    | Wimbledon                | Wimbledon              | US Open                  | US Open                 |
| ----- | ------------------------ | ------------------- | ------------------------ | --------------------------- | ------------------------ | ---------------------- | ------------------------ | ----------------------- |
| 2010  | —                        | —                   | —                        | —                           | —                        | —                      | 1er tour (1/32) A. Seppi | R. Harrison R. Kendrick |
| 2011  | —                        | —                   | 1er tour (1/32) A. Seppi | R. Bopanna A.-U.-H. Qureshi | 1er tour (1/32) A. Seppi | D. Bracciali F. Čermák | —                        | —                       |
| 2012  | 1er tour (1/32) A. Seppi | M. López D. Marrero | —                        | —                           | —                        | —                      | —                        | —                       |

N.B. : le nom du ou de la partenaire se trouve sous le résultat ; le nom des ultimes adversaires se trouve à droite.